# Vardanes Vanúnio
Vardanes (em latim: Vardanes; em grego: Βαρδάνης, Bardánēs; em armênio: Վարդան, Vardan; em parta: *Vardān) foi um nobre armênio (nacarar) do século VI da família Vanúnio, ativo durante o reinado do xainxá Cosroes I (r. 531–579).

## Nome
Vardanes, Bardanes ou Vardânio (em latim: Vardanius; em grego: Βαρδάνιος, Bardánios) é a latinização do antropônimo em persa médio *Vardān, que pode ter derivado do parta vard-, "rosa", ou do iraniano antigo vard-, "virar". Foi registrado em grego como Bardanes (Βαρδάνης, Bardánēs), Ordanes (Ὀρδάνης, Ordánes), Ordones (Ὀρδωνης, Ordones) e Uardanes (Οὐαρδάνες, Ouardánes); em aramaico de Hatra como Vardã (wrdn); em armênio (Վարդան) como Vardã (Վարդան, Vardan); em georgiano como Vardã (em georgiano: ვარდან, Vardan) e Vardém (ვარდენ, Varden). Durante o Império Bizantino, o nome foi abreviado como Bardas ou Vardas, ainda que seja também a helenização do armênio Vard.

## Vida
Vardanes foi naapetes (chefe) da família Vanúnio em meados do século VI. Compareceu ao Segundo Concílio de Dúbio conveniado pelo católico Narses II em março de 555, conforme registrado nas atas preservadas no Livro das Cartas (Girk T'lt'ots).